# 瀬会海水浴場
瀬会海水浴場（ぜあいかいすいよくじょう）は、大分県佐伯市上浦（旧上浦町）大字津井浦にある海水浴場。環境省による快水浴場百選（2006年）、日本の水浴場88選（2001年）に選定されている。

## 概要
四浦半島南側の佐伯湾に面した海岸にあり、水質の良好な海水浴場である。
一帯は、瀬会公園として整備されており、海水浴場のほかに、レストラン、ログハウスなどのキャンプ場、シーサイドプロムナード、天体観測ができる「かみうら天海展望台」、磯だまりの生物を観察できる「タイドプール」などの種々の施設が充実している。海水浴シーズンの7 - 8月以外には、カヌーも楽しむことができる。また、桜の名所としても有名である。
付近には、夫婦岩で有名な豊後二見ヶ浦がある。

## 交通
- 鉄道・バス：JR九州日豊本線浅海井駅下車、大分バス大浜・蒲戸方面行きで瀬会海水浴場停留所下車
- 自動車：大分自動車道津久見ICから国道217号で佐伯市上浦方面へ約25分